# Apostelmeister
Als Apostelmeister oder manchmal auch Meister der Apostel vom Rottweiler Kapellenturm wird der namentlich nicht bekannte  mittelalterliche Bildhauer bezeichnet, der um 1330 den Figurenzyklus der Apostel mit dem auferstehenden Christus vom Turm der Kapellenkirche in Rottweil geschaffen hat. Er wurde auch als Christusmeister bezeichnet, dieser Notname hat jedoch wenig Anerkennung gefunden und die Bezeichnung Apostelmeister blieb im Allgemeinen gebräuchlich.
Der um 1300 erbaute und 1313 zum ersten Mal urkundlich erwähnte Kapellenturm gilt als ein bedeutender gotischer Kirchturm und sein Schmuck aus Sandstein als wichtiges Beispiel der gotischen Monumentalplastik in der Region Schwaben. Der Apostelzyklus mit Christus von der Westseite des Turmes steht in programmatischem Zusammenhang mit dem fast zeitgleich geschaffenen Zyklus der Propheten des Alten Testamentes mit Maria von der Südseite des Turmes. Der Prophetenzyklus  wurde  aber von einem anderen, ebenfalls namentlich nicht bekannten und als Prophetenmeister (oder „Marienmeister“) bezeichneten Bildhauer erstellt.
Die Figuren der Apostel mit Christus sowie die der Propheten mit Maria wurden zwischen 1891 und 1907 abgenommen und sind seitdem in der Kunstsammlung Lorenzkapelle Rottweil ausgestellt. Zusammen mit der Sammlung anderer Skulpturen der Kapellenkirche werden sie dort als ein Beispiel der großartigen Rottweiler Steinmetzkunst des 14. Jahrhunderts aus der Rottweiler Bauhütte und Sandsteinplastik mit einem fast eigenständigen Rottweiler Stil gesehen.
Der Apostel-Meister steht unter dem  Einfluss der gotischen Plastik Frankreichs und scheint das Werk anderer Bauhütten wie Straßburg und Freiburg zu kennen und seinen Stil dann in der Region beispielsweise nach Augsburg weiterzugeben.